# Liste der Monuments historiques in Sainte-Radegonde (Gironde)
Die Liste der Monuments historiques in Sainte-Radegonde (Gironde) führt die Monuments historiques in der französischen Gemeinde Sainte-Radegonde auf.

## Liste der Bauwerke
| Bezeichnung            | Beschreibung                  | Standort | Kennzeichnung | Schutzstatus | Datum | Bild           |
| ---------------------- | ----------------------------- | -------- | ------------- | ------------ | ----- | -------------- |
| Kirche Ste-Radegonde   | Erbaut im 11./12. Jahrhundert | (Lage)   | PA00083823    | Classé       | 2001  | weitere Bilder |
| Maison noble de Pilets | Erbaut im 15./16. Jahrhundert | (Lage)   | PA00083824    | Inscrit      | 1988  |                |